# Cocomorachic
Cocomorachic är en ort i Mexiko.   Den ligger i kommunen Temósachi och delstaten Chihuahua, i den nordvästra delen av landet, 1 400 km nordväst om huvudstaden Mexico City. Cocomorachic ligger 1 774 meter över havet och antalet invånare är 284.
Terrängen runt Cocomorachic är huvudsakligen kuperad, men den allra närmaste omgivningen är platt. Cocomorachic ligger nere i en dal. Runt Cocomorachic är det mycket glesbefolkat, med 2 invånare per kvadratkilometer. Cocomorachic är det största samhället i trakten. Trakten runt Cocomorachic består i huvudsak av gräsmarker.